# Wan Hu

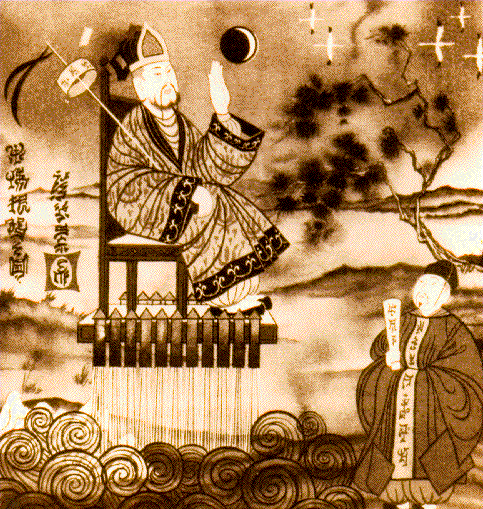
Voorstelling van Wan Hu

Volgens de legende was Wàn Hǔ (萬虎 of 萬戶) (? - ca. 1500) een Chinese ambtenaar in de Ming-dynastie die de eerste astronaut wilde zijn.

## De legende van Wan Hu
De eerste verwijzing is een bronloze vermelding in het boek Rockets and Jets door Herbert S. Zim in 1945.
In begin van de 16de eeuw besloot Wan gebruik te maken van China's vuurwerk- en rakettechnologie
om zichzelf in de ruimte te schieten. Zogezegd zou hij aan een stoel 47 raketten verbonden hebben. Op de bewuste dag nam Wan plaats in de stoel en hebben 47 bedienden de raketten ontstoken en vervolgens dekking gezocht. Er was een grote explosie en toen de rook optrok waren Wan en de stoel verdwenen en nooit meer terug gezien.

## Navolging
- In de Discovery Channel show MythBusters probeerde men in de tweede aflevering van 2004 de stoel van Wan Hu na te bouwen met materiaal die hij in die tijd ter beschikking had. De stoel ontplofte op het lanceerplatform, met een testpop die zwaar verbrand uit de test kwam. Men deed nog een tweede test; met modernere raketten bleek de stoel zo onbestuurbaar dat het geen kans op succes had.

- In een show over uitvindingen op de Chinese Central Televisie genaamd Tian Gong Kai Wu beweerde men dat het enkel mogelijk was om hem enkele decimeters omhoog te krijgen. In de meeste verhalen eindigt het verhaal van Wu met zijn dood door brandwonden door de explosie in plaats van de eerste astronaut te zijn.

- In het spel Jade Empire kan men een stuk lezen over een karakter die de naam "Cao Shong" draagt en sterft doordat hij probeerde te vliegen door vuurwerk aan een stoel te binden.

- In de film Kung Fu Panda bindt Po vuurwerk aan een stoel in een poging de Dragon Warrior ceremonie te kunnen volgen.

- De krater Wan-Hu op de maan is naar hem genoemd.